# Communication!!!
『Communication!!!』（コミュニケーション）は、リア・ディゾンの2枚目のアルバム。2008年8月20日にビクターエンタテインメントから発売された。

## 解説
初回限定盤（CD+DVD付）と通常盤（CDのみ）の2形態でリリース。先行シングル4曲（カップリング含む）収録。初回限定盤にはビデオクリップ集やメイキングなど特典映像を収録したDVDが同梱されており「Under the Same Sky」のビデオクリップが初収録されている、一方の通常盤には大幅増量ブックレット付となっている。本作ではリアは作詞のみにとどまらず、本格的に作曲にも挑戦している。本アルバムを引っさげた初の全国ツアーが10月に行なわれた。

## 収録曲

### DISC1 (CD)
1. Step into my world
  - 作詞：リア・ディゾン & 新美香 / 作曲：江上浩太郎 / 編曲：ha-j
2. Love Paradox
  - 作詞：リア・ディゾン & 新美香 & 白井裕紀 / 作曲：Philippe-Marc Anquetil & Christopher Lee-Joe & Darren Monson & Thomas Volmer Jensen / 編曲：BNA Productions
3. LOVE SWEET CANDY
  - 作詞：リア・ディゾン & 新美香 & 白井裕紀 / 作曲：Kana / 編曲：日高智
4. Without a good-bye
  - 作詞：リア・ディゾン & 白井裕紀 / 作曲：Philippe-Marc Anquetil & Karl Guner & Hanne Sorvaag / 編曲：BNA Productions & Karl Guner
5. Vanilla
  - 作詞：リア・ディゾン & 新美香 / 作曲：ha-j & 知野芳彦 / 編曲：ha-j
6. Nothin' to Lose
  - 作詞：リア・ディゾン / 作曲・編曲：HIRO
7. Lost at Sea
  - 作詞：リア・ディゾン / 作曲：リア・ディゾン & 知野芳彦 / 編曲：知野芳彦

WEBドラマ「TOKYO PROM QUEEN サマーヒート」主題歌
8. Communication!!! 
  - 作詞：リア・ディゾン / 作曲・編曲：藤澤慶昌
9. Not Too Bad
  - 作詞・作曲・編曲：HIRO
10. BxKxRxxx
  - 作詞：白井裕紀 / 作曲：リア・ディゾン & 知野芳彦 / 編曲：ha-j & 知野芳彦
11. Under The Same Sky
  - 作詞：リア・ディゾン & 新美香 & 白井裕紀 / 作曲：縄田寿志 & 宮本恵美 / 編曲：縄田寿志
12. Thank you
  - 作詞：リア・ディゾン & 白井裕紀 / 作曲・編曲：STY

### DISC2 (DVD)
1. Under the Same Sky (Video Clip)
2. Under the Same Sky (Tokyo Prom Queen Version) (Video Clip)
3. Under the Same Sky (Making Video)
4. Vanilla (Video Clip)
5. Sweet Vanilla shot!
6. Love Paradox (Video Clip)
7. Hong Kong Tour Live & Off Leah's Cut